# Marais Audomarois
Marais Audomarois er et biosfærereservat i et vådområde i det nordlige Frankrig. Det berømte Ramsar-område dækker omkring 223 km2, inklusive byen Saint-Omer.

## Geografi
Audomarois-landskabet har sin rige biodiversitet pga. dens særlige geografi. Det er placeret på et kryds mellem tre naturregioner: kystsletten, Flanders intérieure og Artois-bakkerne.

## Flora og fauna
Disse mangefacetterede landskaber er hjemsted for en bred vifte af flora og fauna. De vigtigste naturlige levesteder er rørskov, urter, tørveskove, enge, grøfter og floder. De mange arter af flora omfatter vandvegetation som blomstrende siv (Butomus umbellatus), langbladet ranunkel (Ranunculus lingua) og sumpbregne (Thelypteris palustris) samt undervands- og flydende vegetation. Disse naturtyper gør det muligt for mange fuglearter at yngle, fouragere og raste.
Der er også en række truede arter i regionen, herunder gifttyde (Cicuta virosa), flodklaseskærm (Oenanthe fluviatilis) og krebseklo (Stratiotes aloides).
Naturarven i reservatet er især bemærkelsesværdig for overfloden og varieteten af dets bestande af vandfugle. Beliggende på store trækruter giver Audomarois-marsken føde og nødvendig hvile til fugle såsom sivsanger (Acrocephalus schoenobaenus), blåhalsen (Luscinia svecica , rørsangeren (Acrocephalus scirpaceus) og den sjældne vandsanger (Acrocephalus paludicola).

## Naturbeskyttelse
I lyset af denne naturlige rigdom af flora, fauna og landskaber, nyder Audomarois-marsken flere former for beskyttet status. Ud over at være et biosfærereservat er den også et Natura 2000-område, et nationalt naturreservat, et regionalt naturreservat og en regional naturpark. Siden 2008 er vådområdet også blevet anerkendt som et sted af international betydning under Ramsar-konventionen.

## Kulturlandskabet
Reservatet har en permanent befolkning på 69.000 indbyggere, såvel som en af Frankrigs to resterende flydende vådområder, den anden er hortillonnages i Amiens. Siden det syttende århundrede har gartneraktiviteter fremmet udviklingen og skabelsen af disse landskaber, som stadig er bevaret i dag. Haverne er kendetegnet ved et kanalsystem af afgørende betydning for forebyggelse og håndtering af oversvømmelser. Reservatet er også et fritids og turistområde.